# Volrado I di Waldeck
Volrado I di Waldeck (1399 circa – dopo il 1º febbraio 1475) era figlio del conte Enrico VII di Waldeck e di sua moglie Margherita di Nassau-Wiesbaden-Idstein. Fu chiamato in onore di suo nonno materno, e fu il primo Volrado nel casato di Waldeck. Succedette a suo padre come conte regnante di Waldeck-Waldeck nel 1442 se ciò fu prima o dopo la sua morte è ancora incerto. Il casato di Waldeck era stato diviso nel 1397 nella linea maggiore di Waldeck-Landau e in quella minore di Waldeck-Waldeck.

## Biografia
Serva di entrare in carica a Waldeck, Volrado fu nominato dall'arcivescovo Corrado III di Magonza come magistrato e balivo delle città e dei castelli di Amöneburg, Battenberg, Neustadt, Rosenthal, Hausen a Knüllwald, Fritzlar, Jesberg, Hofgeismar, Naumburg, Wetter e Rhoden nei pressi di Diemelstadt, oltre ai villaggi associati e ai baliati nell'elettorato di Magonza. Nel 1438, il conte Giovanni II di Ziegenhain gli succedette nell'incarico. A Giovanni II succedette nel 1439 il langravio Ludovico I d'Assia.
Volrado morì nel 1475 e gli succedette suo figlio Filippo I. Quando Filippo I morì nello stesso anno, suo fratello minore Filippo II diventò reggente per il figlio minorenne di Filippo I, Enrico VIII. Nel 1486, Enrico VIII e Filippo II decisero di dividere il paese: Enrico VIII ricevette Waldeck-Wildungen, la parte a sud, e Filippo II ricevette la parte a nord, Waldeck-Eisenberg.

## Matrimonio e figli
Nel 1440, Volrado sposò la contessa Barbara di Wertheim, una figlia del conte Michele I di Wertheim. Volrado e Barbara entrarono a far parte dei Kalands Brethren a Korbach.
Ebbero tre figli:
- Filippo I (1445–1475), conte di Waldeck-Waldeck
- Filippo II (3 marzo 1453-26 ottobre 1524), canonico, funse da 1475 da reggente per suo nipote, Enrico VIII di Waldeck-Waldeck; diventò conte di Waldeck-Eisenberg nel 1486
- Elisabetta (c.1455 - 15 marzo 1513), sposò il 15 ottobre 1471 il duca Alberto II di Brunswick-Grubenhagen (1419–1485).